# Jutiapa (kommun)
Jutiapa är en kommun i Honduras. Den ligger i departementet Atlántida, i den centrala delen av landet, 190 km norr om huvudstaden Tegucigalpa. Antalet invånare är 27 472. Arean är 534 kvadratkilometer.
Terrängen i Jutiapa är varierad.